# Ранній Розсвіт
Ранній Розсві́т (рос. Ранний Рассвет, башк. Ранний Рассвет) — присілок у складі Стерлітамацького району Башкортостану, Росія. Входить до складу Октябрської сільської ради.
Населення — 115 осіб (2010; 81 в 2002).
Національний склад:
- башкири — 35%
- росіяни — 32%
- татари — 28%